# Малахов, Михаил Иванович
Михаил Иванович Малахов — советский хозяйственный, государственный и политический деятель.

## Биография
Родился в 1903 году. Член КПСС с 1926 года.
С 1917 года — на хозяйственной, общественной и политической работе.
- В 1917—1923 гг. — ученик токаря, токарь, организатор комсомольской ячейки на Сумском машиностроительном заводе.[2]
- В 1928—1940 гг. — мастер, инженер-технолог, главный технолог, заместитель главного инженера Коломенского машиностроительного завода имени Куйбышева.[2]
- В 1940—1941 гг. — первый секретарь Коломенского горкома ВКП(б).[2]
- В 1941—1944 гг. — секретарь Московского обкома ВКП(б) по оборонной промышленности.[3]
- В 1944—1945 гг. — заместитель по оборонной промышленности секретаря Московского обкома ВКП(б)[4]
- В 1945—1948 гг. — секретарь Московского обкома ВКП(б) по кадрам[5]

Избирался депутатом Верховного Совета РСФСР 2-го созыва. Делегат XVIII конференции ВКП(б).
Умер после 1988 года.

## Награды
- Орден Трудового Красного Знамени (22.07.1943)[7]
- Орден Трудового Красного Знамени (20.04.1945)[8]
- Орден Трудового Красного Знамени (06.09.1947)[5]
- Орден Красной Звезды (20.01.1942)[9]